# Kirchmayerowie
Kirchmayerowie (również Kirchmajerowie) – bogata krakowska rodzina bankierska, która posiadała wiele dworków podkrakowskich i kamienic krakowskich.

## Członkowie rodziny Kirchmayerów
- Józef Kirchmayer (1737–1809) – kupiec korzenny, który przybył z Austrii do Krakowa w XVIII w.
- Jakub Kirchmayer (1777–1815) – syn Józefa, kupiec korzenny w Krakowie.
- Mateusz Kirchmayer (1779–1831) – syn Józefa, kupiec krakowski
- Wincenty Antoni Kirchmayer (1791–1857) – syn Józefa, bankier krakowski, właściciel Kujaw i Pleszowa, pierwszy prezes Izby Handlowo-Przemysłowej w Krakowie
- Jan Kanty Kirchmayer (1792–1831) – syn Józefa, właściciel Krzesławic
- Wincenty Marcin Kirchmayer (1820–1893) – syn Wincentego Antoniego, kupiec i bankier krakowski.
- Jerzy Marian Kirchmayer (1895–1959) – polski oficer, uczestnik pierwszej i drugiej wojny światowej